# Jiří Prskavec (1972)
Pour les articles homonymes, voir Jiří Prskavec.
Jiří Prskavec est un kayakiste tchèque né le 2 mai 1972 à Jablonec nad Nisou. Il est le père de Jiří Prskavec.

## Palmarès

### Jeux olympiques
- 13e aux Jeux olympiques de 2000 à Sydney en K1
- 19e aux Jeux olympiques de 1996 à Atlanta en K1

### Championnats du monde
- Médaille de bronze en 1999 à La Seu d'Urgell en K1 par équipes
- Médaille de bronze en 1995 à Nottingham en K1

### Championnats d'Europe
- Médaille d'argent en 1998 à Roudnice nad Labem en K1 par équipes